# Trevor Moore (comédien)
Cet article concerne le comédien. Pour le joueur de hockey, voir Trevor Moore (hockey sur glace).
Trevor Paul Moore (né le 4 avril 1980 et mort le 7 août 2021) est un comédien, acteur, écrivain, réalisateur, producteur et musicien américain, principalement connu pour être l'un des membres fondateurs, aux côtés de Sam Brown et Zach Cregger, de la troupe de comédie The Whitest Kids U' Know, dont les sketchs, diffusés sur IFC furent produits pendant cinq saisons.

## Biographie

### Enfance
Trevor né à Montclair dans le New Jersey le 4 avril 1980. Intéressé dès son jeune âge par l'écriture, il publie à 19 ans son premier sketch sur une chaîne de télé locale.

### Mort
Le 7 août 2021, alors âgé de 41 ans, Trevor Moore est retrouvé mort près de son domicile. En octobre, le médecin légiste du comté de Los Angeles dévoile les causes de son décès. Ainsi, Moore serait mort d'un traumatisme crânien après être tombé de son balcon par accident.